# Dragon Ball (série télévisée d'animation)
Pour les articles homonymes, voir Dragon Ball (homonymie).
Autre
Dragon Ball (ドラゴンボール, Doragon Bōru, Dragon Ball) est une série télévisée d'animation japonaise en 153 épisodes de 25 minutes (19 minutes en VF), adaptée du manga éponyme d'Akira Toriyama et produite par Toei Animation.

## Histoire

### Synopsis
Cet anime raconte l'enfance et l'adolescence de Sangoku, un petit garçon très doué pour les arts martiaux, et qui possède une mystérieuse queue de singe. Il rencontre une jeune femme prénommée Bulma, et tous deux partent ensemble à la recherche des Dragon Balls (sept boules de cristal magiques qui permettent, si elles sont réunies, d'invoquer le dragon Shenron, proposant alors d'exaucer le souhait de celui qui prononce face à lui une formule spécifique), rencontrant en chemin de nombreux adversaires (la plupart étant concurrents dans la quête des fameuses boules, souvent dans des desseins égoïstes voire maléfiques), dont certains deviennent par la suite des alliés, tels Yamcha ou Ten Chin Han. Déjà très fort sous sa forme normale (avant même d'avoir suivi un entraînement formel il tient tête à des combattants adultes de haut niveau), Son Goku se transforme en singe géant après avoir fixé la pleine Lune, déployant alors une puissance destructrice incommensurable (sans en avoir conscience et sans en avoir ensuite le moindre souvenir). Avec un autre jeune garçon prénommé Krilin, il suit un entraînement très rigoureux auprès de Kamé Sennin dit « Tortue Géniale », un maître en arts martiaux réputé, cachant une grande puissance sous ses apparences de vieillard lubrique, qui prépare ses deux disciples au Grand tournoi d'arts martiaux (Tenkaichi Budokai). Des ennemis de plus en plus redoutables apparaissent, jusqu'à l'incarnation du Mal sous la forme du Démon Piccolo.

## Anime

### Sérié télévisée

#### Fiche technique
- Titre original : ドラゴンボール (Doragon Bōru)
- Titre français : Dragon Ball
- Réalisation : Minoru Okazaki, Daisuke Nishio
- Scénario : Takao Koyama, d'après le manga Dragon Ball d'Akira Toriyama
- Musique : Shunsuke Kikuchi sous la direction de Minoru Okazaki
- Générique français interprété par Ariane Carletti
- Décors : Ken Tokushige, Yuuji Ikeda, Tadanao Tsuji
- Société de production :  Toeï Animation
- Pays d'origine :  Japon
- Genre : Action, Science-fiction
- Date de sortie :  du 26 février 1986 au 19 avril 1989
- Chaînes de diffusion :
  -  Fuji TV, Animax
  -  TF1, NT1, TMC Monte Carlo, AB1, Mangas, MCM, Game One, Direct Star, Toonami
- Licences :
  -  Pony Canyon
  -  AB Productions
  -  FUNimation Entertainment

#### Diffusion
Au Japon, la série a été initialement diffusée sur Fuji TV du 26 février 1986 au 19 avril 1989.
En France, elle a été diffusée sur TF1 à partir du 2 mars 1988 jusqu'en 1995 dans l'émission Club Dorothée. La France est le premier pays en Europe et l'un des premiers en dehors du Japon avec Hong-Kong et la Thaïlande à avoir diffusé le dessin animé. Le Groupe AB l'a ensuite exporté à d'autres pays européens tels que l'Espagne et l'Italie.
En Espagne, la première diffusion a commencé le 2 Mars 1989 sur Canal Sur.
En Italie, la première diffusion a commencé en 1989 sur Junior TV.
En Belgique francophone, les téléspectateurs ont d'abord pu voir Dragon Ball sur les chaînes de télévision françaises. La première diffusion sur une chaîne de télévision belge a eu lieu sur Club RTL de 1995 à 1996.[réf. nécessaire] La série est rediffusée depuis 2018 sur La Trois dans l’émission OUFtivi.
En raison du succès rencontré par la série, Dragon Ball a fait l'objet de rediffusions sur de nombreuses chaînes.
À partir du 13 janvier 2010, la chaîne Mangas repasse la série en version remastérisée inédite (non censurée) après la fin de la diffusion de Dragon Ball Z. Par la suite, la chaîne Game One achète les droits de diffusion, pour mettre à l'antenne cette version remastérisée à partir du 7 janvier 2011 et ainsi renforcer sa diffusion de mangas shōnen.
À partir du 15 décembre 2022, ADN ajoute à son catalogue la série originale Dragon Ball en VF.

### OAV
- 1988 – Dragon Ball : Goku et la sécurité routière (Gokū no kōtsū ansen) – 15 min.
- 1988 – Dragon Ball : Goku le pompier (Gokū no shōbō-tai) – 11 min.
- 2008 – Dragon Ball : Salut ! Son Goku et ses amis sont de retour !! (Doragon Bōru Ossu! Kaette kita Son Gokū to nakama-tachi!!?) – 35 min.
- 2011 – Dragon Ball : Épisode de Bardock (Doragon bōru: Episōdo obu Bādakku) – 20 min.

### Films
- Dragon Ball : La Légende de Shenron
- Dragon Ball : Le Château du démon
- Dragon Ball : L’Aventure mystique
- Dragon Ball : L’Armée du Ruban Rouge

### Doublage
- Takeshi Aono (VF : Éric Legrand) : le sergent Murasaki
- Takeshi Aono (VF : Philippe Ariotti) : Démon Piccolo (Satan Petit-Cœur en VF)
- Shigeru Chiba (VF : Pierre Trabaud) : Pilaf
- Hiroko Emori (VF : Céline Monsarrat, Stéphanie Murat, Claude Chantal) : Tchaoz
- Toshio Furukawa (VF : Philippe Ariotti) : Satan Petit-Cœur puis Petit-Cœur et Piccolo (en VF)
- Toshio Furukawa (VF : Pierre Trabaud) : le commandant Blue
- Tōru Furuya (VF : Éric Legrand, Gérard Surugue et Éric Etcheverry) : Yamcha
- Tesshō Genda (VF : Georges Atlas) : Shu
- Tesshō Genda (VF : Pierre Trabaud) : le commandant White
- Banjō Ginga (VF : Raoul Delfosse puis Georges Atlas) : Bola et le capitaine Silver
- Daisuke Gōri (VF : Georges Lycan) : Gyumao, Tortue
- Mitsuko Horie (VF : Claude Chantal, Régine Teyssot et Céline Monsarrat) : Upa
- Shōzō Iizuka (VF : Raoul Delfosse) : C-8
- Mami Koyama (VF : Céline Monsarrat) : Aralé
- Mami Koyama (VF : Laurence Crouzet, Danièle Douet, Sophie Gormezzano, Céline Monsarrat et Claude Chantal) : Lunch
- Kōhei Miyauchi (VF : Pierre Trabaud) : Tortue Géniale
- Mariko Mukai (VF : Claude Chantal) : Mme Brief
- Ichirō Nagai (VF : Raoul Delfosse et Éric Legrand) : Maître Karin
- Ichirō Nagai (VF : Éric Legrand) : Tsuru Sennin
- Ryūsei Nakao (VF : Éric Legrand) : Tambourine
- Toku Nishio (VF : Éric Legrand et Georges Lycan) : Mr. Popo
- Masako Nozawa (VF : Brigitte Lecordier) : Sangoku
- Hiroshi Ōtake (VF : Raoul Delfosse) : To le carotteur
- Chikao Ōtsuka (VF : Georges Lycan, Éric Legrand (épisode 92)) : Tao Pai Pai
- Osamu Saka (VF : Pierre Trabaud) : grand-père Sangohan
- Masaharu Satō (VF : Georges Atlas puis Georges Lycan) : le colonel Black
- Kaneto Shiozawa (VF : Raoul Delfosse) : Nam
- Mayumi Shō (VF : Virginie Ledieu) : Chichi
- Hirotaka Suzuoki (VF : Georges Atlas) : Ten Shin Han
- Reiko Suzuki (VF : Claude Chantal) : la mère de Suno
- Junpei Takiguchi (VF : Céline Monsarrat) : Baba la voyante
- Mayumi Tanaka (VF : Claude Chantal et Jackie Berger) : Krilin
- Yasuo Tanaka (VF : Raoul Delfosse) : Bacterian
- Naoki Tatsuta (VF : Raoul Delfosse [jusqu'à l'épisode 92] puis Philippe Ariotti [de l'épisode 93 à l'épisode 153]) : Oolong
- Kōji Totani (VF : Georges Lycan) : Draculaman
- Hiromi Tsuru (VF : Céline Monsarrat et Stéphanie Murat) : Bulma
- Kenji Utsumi (VF : Raoul Delfosse puis Pierre Trabaud) : le général Red
- Kenji Utsumi (VF : Éric Legrand) : Arbitre du Tenkaichi Budokai
- Naoko Watanabe (VF : Claude Chantal et Céline Monsarrat) : Puerh
- Eiko Yamada (VF : Laurence Crouzet, Virginie Ledieu, Claude Chantal et Céline Monsarrat) : Mai
- Jōji Yanami (VF : Pierre Trabaud) : Monsieur Brief
- Jōji Yanami (VF : Georges Atlas, Georges Lycan, Raoul Delfosse (quelques épisodes) et ? (quelques épisodes)) : le narrateur

## Commentaires
Cette série ne couvre que les dix-sept premiers volumes du manga Dragon Ball, correspondant à trois arcs majeurs de la saga :
- La quête des Dragon Balls – 21e Tenkaichi Budokai
- L'Armée du Red Ribbon – 22e Tenkaichi Budokai
- Piccolo Daimao – 23e Tenkaichi Budokai

La suite et fin du manga d'origine en anime, qui connaîtra un succès encore plus important, porte le nom de Dragon Ball Z.

## Produits dérivés

### DVD
La série existe en trois éditions françaises différentes que seul le graphisme des jaquettes différencie : l’édition unitaire comportant 25 DVD, l’édition Dragon Ball Coffret en trois coffrets de huit ou neuf DVD, et l’édition Dragon Ball Box en deux coffrets de douze et quatorze DVD.
| DVD | Édition japonaise | Édition japonaise | Édition française | Édition française |
| DVD | Épisodes          | Date              | Épisodes          | Date              |
| --- | ----------------- | ----------------- | ----------------- | ----------------- |
| 1   | 1 à 6             | 4 avril 2007      | 1 à 6             | —                 |
| 2   | 7 à 12            | 4 avril 2007      | 7 à 12            | —                 |
| 3   | 13 à 18           | 4 avril 2007      | 13 à 18           | —                 |
| 4   | 19 à 24           | 2 mai 2007        | 19 à 24           | —                 |
| 5   | 25 à 30           | 2 mai 2007        | 25 à 30           | —                 |
| 6   | 31 à 36           | 2 mai 2007        | 31 à 36           | —                 |
| 7   | 37 à 42           | 6 juin 2007       | 37 à 42           | —                 |
| 8   | 43 à 48           | 6 juin 2007       | 43 à 48           | —                 |
| 9   | 49 à 54           | 6 juin 2007       | 49 à 54           | —                 |
| 10  | 55 à 60           | 4 juillet 2007    | 55 à 60           | —                 |
| 11  | 61 à 66           | 4 juillet 2007    | 61 à 67           | —                 |
| 12  | 67 à 72           | 4 juillet 2007    | 68 à 73           | —                 |
| 13  | 73 à 78           | 1er août 2007     | 74 à 79           | —                 |
| 14  | 79 à 84           | 1er août 2007     | 80 à 85           | —                 |
| 15  | 85 à 90           | 1er août 2007     | 86 à 91           | —                 |
| 16  | 91 à 96           | 5 septembre 2007  | 92 à 97           | —                 |
| 17  | 97 à 102          | 5 septembre 2007  | 98 à 103          | —                 |
| 18  | 103 à 108         | 5 septembre 2007  | 104 à 109         | —                 |
| 19  | 109 à 114         | 3 octobre 2007    | 110 à 115         | —                 |
| 20  | 115 à 120         | 3 octobre 2007    | 116 à 121         | —                 |
| 21  | 121 à 126         | 3 octobre 2007    | 122 à 127         | —                 |
| 22  | 127 à 132         | 7 novembre 2007   | 128 à 133         | —                 |
| 23  | 133 à 138         | 7 novembre 2007   | 134 à 139         | —                 |
| 24  | 139 à 143         | 7 novembre 2007   | 140 à 146         | —                 |
| 25  | 144 à 148         | 5 décembre 2007   | 147 à 153         | —                 |
| 26  | 149 à 153         | 5 décembre 2007   | —                 | —                 |

Édition Dragon Ball Coffret
- Coffret 1 : épisodes 1 à 48 (8 DVD) [6]
- Coffret 2 : épisodes 49 à 97 (8 DVD) [7]
- Coffret 3 : épisode 98 à 153 (9 DVD) [8]

Édition Dragon Ball Box
Il est sorti une édition collector en deux coffrets avec le choix entre la version originale sous-titrée et la version française :
- Coffret 1 : épisodes 1 à 68 (12 DVD) sorti le 17 février 2010[9]
- Coffret 2 : épisodes 69 à 153 (14 DVD) sorti le 7 juillet 2010[10]

## Prix et récompenses
- Anime & Manga Grand Prix 2014 du meilleur anime de tous les temps[11]